# Université de Tanta
Vous êtes invité à donner votre avis sur cette page de discussion, de manière argumentée en vous aidant notamment des critères d’admissibilité ou en présentant des sources extérieures et sérieuses.  
Après avoir apposé le modèle {{Admissibilité}} sur une page, suivez les étapes expliquées sur Wikipédia:Débat d'admissibilité/Aide :
| 1. | Créez la page de débat d'admissibilité.                                                                      | Sauvegardez d’abord la page pour l’initialiser puis indiquez votre motivation.             |
| 2. | Important : ajoutez une entrée dans la section Débat d'admissibilité du jour.                                | Utilisez ce texte : *{{L\|Université de Tanta}}                                            |
| 3. | Pensez à informer les contributeurs principaux de la page et les projets associés lorsque cela est possible. | Utilisez ce texte : {{subst:Avertissement débat d'admissibilité\|Université de Tanta}}~~~~ |

 (juin 2018).
Si vous disposez d'ouvrages ou d'articles de référence ou si vous connaissez des sites web de qualité traitant du thème abordé ici, merci de compléter l'article en donnant les références utiles à sa vérifiabilité et en les liant à la section « Notes et références ».
L'université de Tanta (en arabe : جامعة طنطا ; en anglais : Tanta University) est une université publique située à Tanta, en Égypte. Elle est fondée en 1962, aux côtés d'une faculté de médecine, puis devient autonome en 1973 après avoir été rattachée à Alexandrie. 

Elle accueille 13 facultés et plus de 80 000 étudiants. 
Elle est classée par le U.S. News & World Report au 42e rang du classement régional 2016 des universités arabes.

## Source
- (en) Cet article est partiellement ou en totalité issu de l’article de Wikipédia en anglais intitulé « Tanta University » (voir la liste des auteurs).